# Флаг Подпорожского района
Флаг муниципального образования «Подпоро́жский муниципальный район Ленинградской области» Российской Федерации — опознавательно-правовой знак, служащий официальным символом муниципального образования.
Флаг утверждён 21 апреля 2004 года и внесён в Государственный геральдический регистр Российской Федерации с присвоением регистрационного номера 1454.

## Описание
«Флаг Подпорожского района представляет собой прямоугольное полотнище с соотношением ширины к длине 2:3, разделённое на четыре неравные части; зелёную и белую у древка в 1/2 ширины и 1/3 длины полотнища, белую и зелёную в 1/2 ширины и 2/3 длины у свободного края полотнища, воспроизводящее смещённые к древку фигуры из гербовой композиции: жёлтый речной якорь и синий руль, и вверху, на разделении полос — переменяющий цвета с жёлтого на синий крест в виде ромба с процветшими углами. Горизонтальное деление флага — чешуйчатое».
В уставе Подпорожского муниципального района приведено неестественное для России соотношение ширины флага к его длине — 2:1.

## Символика
Подпорожский район в современных границах образован в 1927 году, однако историю свою ведёт с XVIII века, когда по приказу Петра I в район из села Боровичи с реки Мста для организации судовождения по реке Свирь были переселены «крестьяне, искусные в лоцманском деле» для проведения «государевых судов» через многочисленные высокие труднопроходимые пороги реки Свирь.
Речной якорь — символ надежды; руль — символ лоцманов — был в гербе города Боровичи.
Крест в виде ромба аллегорически символизирует богатые архитектурные традиции деревянного зодчества Присвирского края.
Жёлтый цвет (золото) — это знак земного и небесного величия. Означает христианские добродетели: веру, справедливость, милосердие и смирение, и мирские качества: могущество, знатность, постоянство, богатство.
Чешуйчатое пересечение флага показывает географическое расположение района и означает, что центр района — город Подпорожье, стоит на судоходной реке Свирь и имеет порт. Белые части флага показывают перекаты воды на порогах, где было основано первое поселение, а также бьефы Верхнесвирской ГЭС.
Белый цвет (серебро) — символ веры, чистоты, искренности, чистосердечности, благородства, откровенности и невинности.
Синий цвет (лазурь) — символ истины, чести и добродетели, чистого неба и водных просторов.
Зелёный цвет дополняет символику природы района, а также символ весны, радости, надежды, жизни, природы, здоровья.

## См. также

Флаги муниципальных образований Подпорожского муниципального района
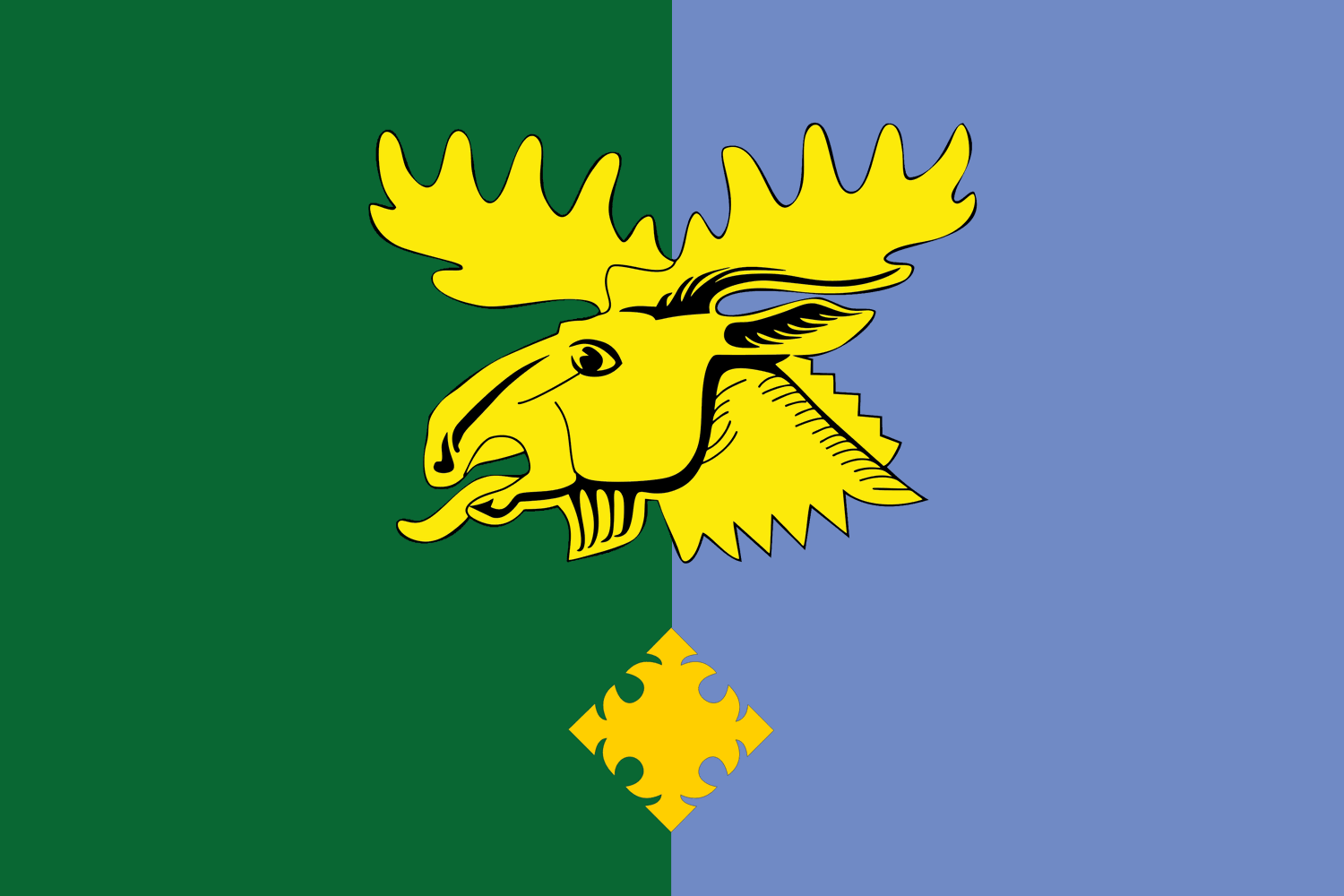
Флаг Важинского городского поселения
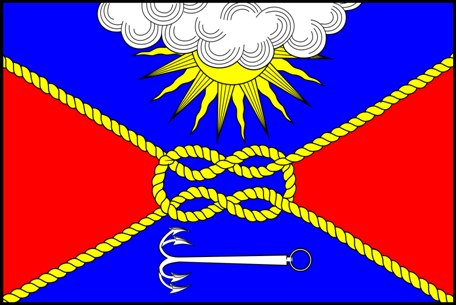
Флаг Вознесенского городского поселения
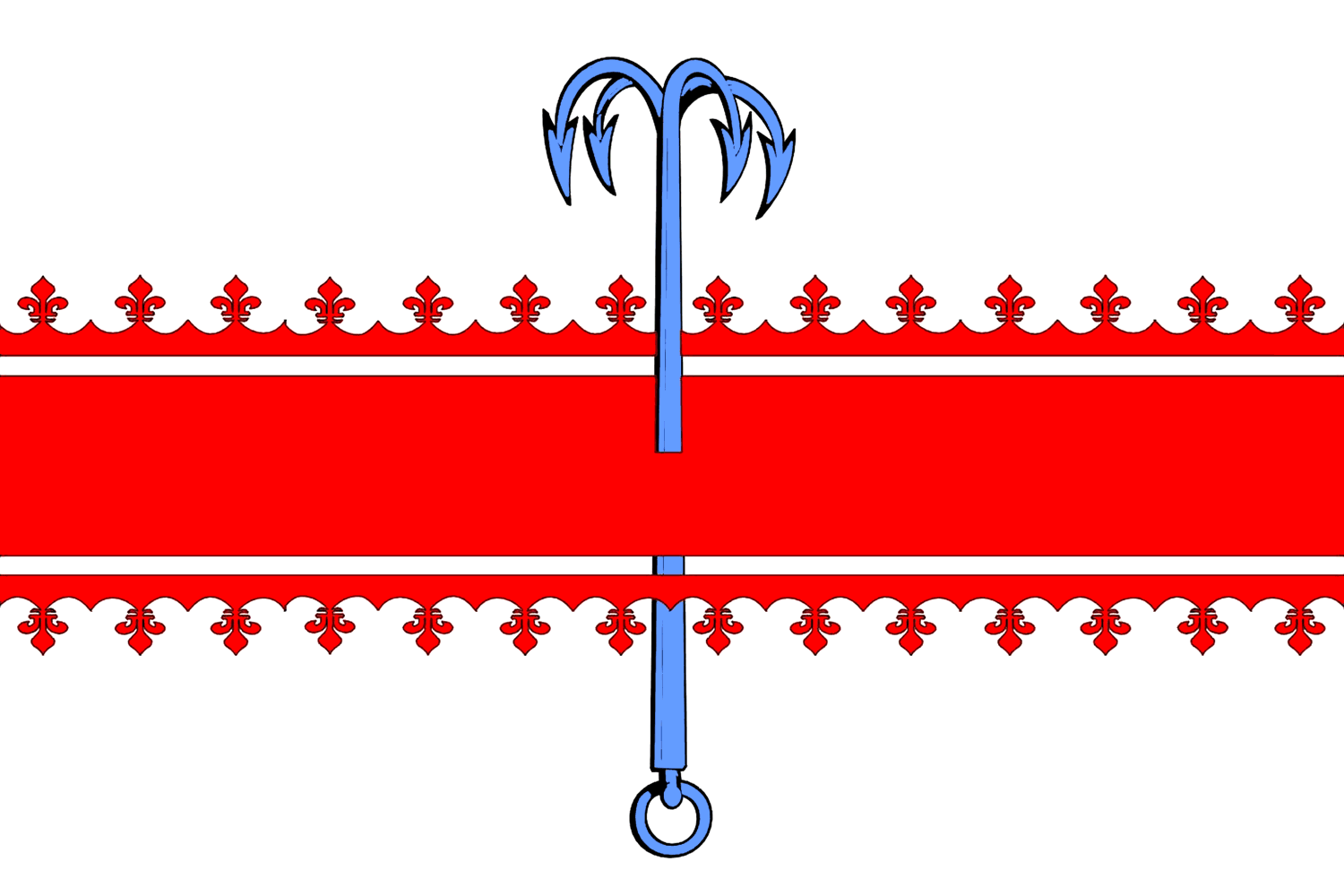
Флаг Никольского городского поселения
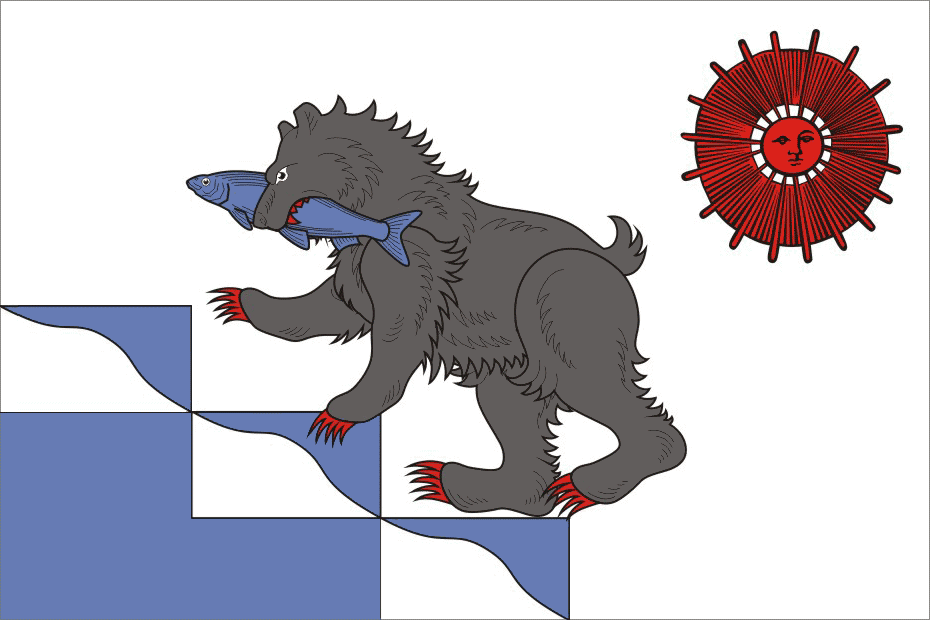
Флаг Подпорожского городского поселения
Флаг Винницкого сельского поселения